# Scaptomyza vittata
Scaptomyza vittata är en tvåvingeart som först beskrevs av Daniel William Coquillett 1895.  Scaptomyza vittata ingår i släktet Scaptomyza och familjen daggflugor. Inga underarter finns listade i Catalogue of Life.